# When the Deal Goes Down
«When the Deal Goes Down» es una canción del disco de Bob Dylan, Modern Times. El video realizado para el tema, es interpretado por la actriz Scarlett Johansson.
La melodía se basa en la canción "When The Blue Of The Night Meets The Gold Of The Day" que es conocida en la interpretación realizada por Bing Crosby.